# Lora Zane
Pour les articles homonymes, voir Lora et Zane.
Lora Zane est une actrice américaine.

## Filmographie
- 1987 : The Days and Nights of Molly Dodd (série télévisée) : l'ingénieur d'enregistrement
- 1987 : Beauty and the Beast (série télévisée) : l'amie du collège
- 1987 : The Slap Maxwell Story (série télévisée)
- 1988 : Vietnam War Story (série télévisée) : Diane
- 1988 : Leap of Faith (téléfilm) : Karen
- 1989 : Married with Children (série télévisée) : Ms. Weigel
- 1989 : Unsub (série télévisée) : Karen Samuels
- 1990 : Men Don't Leave : Nina Simon
- 1990 : Un flic dans la mafia (Wiseguy) (série télévisée) : Nona (5 épisodes)
- 1990 : Flash (série télévisée) : Angel
- 1995 : Live Nude Girls : Georgina
- 1996 : Renegade (série télévisée) : Jessica Holt
- 1997 : Silk Stalkings (série télévisée) : agent spécial Austin
- 2002 : Under the Influence : Beth
- 2008 : Without a Trace (série télévisée) : Patricia Knowles